# Wohlverhaltensphase
Der Begriff Wohlverhaltensphase stammt aus dem Insolvenzrecht und bezeichnet den Zeitraum, in welchem sich ein Schuldner bestimmten Bedingungen zu unterwerfen hat. Erfüllt er diese Bedingungen, so kann er beispielsweise eine Restschuldbefreiung bekommen. 

## Bedeutung
Im deutschen Insolvenzrecht kommt der Begriff selbst nicht vor, wird aber in den Kommentaren z B. zur Insolvenzordnung oft verwendet.
Die Dauer der Wohlverhaltensphase ist unterschiedlich in den Mitgliedstaaten der Europäischen Union geregelt. Einige gewähren schneller die Restschuldbefreiung, beispielsweise England. Dies führt zu Versuchen, Schuldnern aus Deutschland eine Abwicklung in anderen europäischen Ländern anzubieten. Die Versuche sind für Privatpersonen nicht vielversprechend, denn die Zuständigkeit der Gerichte ist meist an den Wohnsitz geknüpft. Auch kann eine bisher zuständige Finanzbehörde ein Verwaltungsverfahren fortführen (siehe § 26 Abgabenordnung). Vorgetäuschte Verlegungen von Firmen- bzw. Wohnungssitz können aufgedeckt werden, die investierten Kosten (etwa für Büro und Wohnung) sind dann unwiederbringlich verloren.
In der rechtspolitischen Diskussion geht es neben der Dauer auch um die damit verknüpften Bedingungen während der Wohlverhaltensphase. Einige fordern eine Verlängerung, um eine übermäßige Bevorteilung der Schuldner zu verhindern. Teilweise zeigen die Gläubiger kein Interesse an dem Verfahren und nutzen ihre gesetzlichen Möglichkeiten nicht aus. Die „klassischen“ Gläubiger und Insolvenzantragsteller wie Sozialversicherungen und Finanzämter gehen jedoch zunehmend dazu über, ihre Forderungen als deliktisch anzumelden.
Am 16. Mai 2013 hat der Deutsche Bundestag die Reform der Verbraucherinsolvenz mit dem Gesetz zur Verkürzung des Restschuldbefreiungsverfahrens und zur Stärkung der Gläubigerrechte verabschiedet. Demnach kann die Restschuldbefreiung nach drei statt bisher sechs Jahren erfolgen, sofern die Verfahrenskosten bis dahin vom Schuldner beglichen wurden und eine Mindestbefriedigungsquote von 35 Prozent erfüllt wird. Verbraucherschützer kritisierten dieses Gesetz, weil es für einen Großteil der Schuldner unmöglich sei, in dieser kurzen Zeit 35 Prozent der Schulden abzubezahlen.
Durch das Gesetz zur weiteren Verkürzung des Restschuldbefreiungsverfahrens und zur Anpassung pandemiebedingter Vorschriften im Gesellschafts-, Genossenschafts-, Vereins- und Stiftungsrechts sowie im Miet- und Pachtrecht ist die Dauer des Verfahrens zur Erlangung der Restschuldbefreiung für Insolvenzverfahren, die ab dem 1. Oktober 2020 beantragt werden, nochmals auf nunmehr drei Jahre verkürzt worden.